# Disney's Caribbean Beach Resort

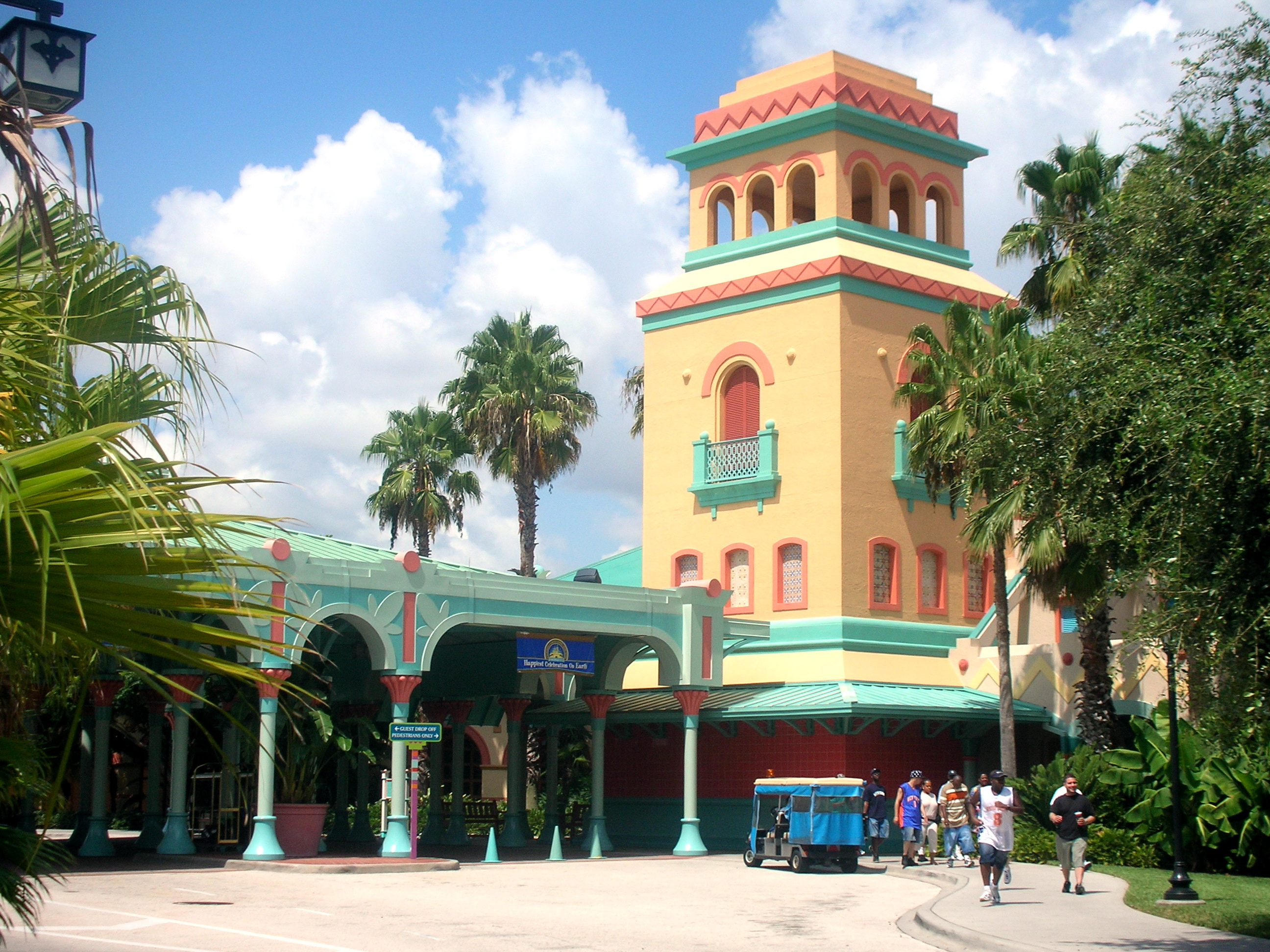
Disney's Caribbean Beach Resort en Walt Disney World Resort cerca de Orlando, Florida, Estados Unidos.

Disney's Caribbean Beach Resort es un resort ubicado en Walt Disney World en Lake Buena Vista, Florida. Está localizado en el área de Epcot en Walt Disney World, muy cerca del parque acuático Typhoon Lagoon y se clasifica como resort de la categoría moderado. El resort entró en operaciones el 1 de octubre de 1988.
El Caribbean Beach Resort está diseñado con un tema Caribeño y festivo. Los huéspedes se hospedan en uno de los tantos edificios alrededor de Barefoot Bay, un lago de 40 hectáreas. Los edificios se agrupan en 6 aldeas o "villages" con un tema diferenciado.
La parte comercial de resort está ubicada en Old Port Royale, un edificio que contiene restaurantes, puestos de comida, juegos y dos tiendas de souvenirs.
Las orillas del lago, están cubiertas de arena simulando una playa, por lo que allí se recrean actividades tales como partidos de voleibol. El resort también presenta la práctica de varios deportes acuáticos.
Cada aldea o "village" posee su propia piscina y playon de juegos.

## Habitaciones
Muchas habitaciones poseen dos camas dobles, mesa con dos sillas, armario, teléfono, secador, baño completo, fregaderos, caja fuerte, congelador, zapatero y televisor que transmite Disney Channel, Playhouse Disney, el canal informativo de Walt Disney World Resort y otros. Las habitaciones están decoradas con colores caribeños. Se pueden reservar habitaciones con vistas estándar y vistas al agua. Las vistas estándar son generalmente al estacionamiento o al patio, mientras que las vistas al agua son a la piscina o al lago.